# 蒙圣马丹 (伊泽尔省)
蒙圣马丹（法語：Mont-Saint-Martin，法語發音：[mɔ̃ sɛ̃ maʁtɛ̃] ⓘ）是法国伊泽尔省的一个市镇，位于该省中部，属于格勒诺布尔区。

## 地名
法语人名在日常人名译名以及《世界人名翻譯大辭典》、《法语姓名译名手册》等主流人名译名类书籍资料中多译作“马丁”，不过在《世界地名翻译大辞典》、《世界地名译名词典》和《法国地图册》等主流地名译名类书籍资料中多译作“马丹”。

## 地理
蒙圣马丹（45°16'17"N, 5°40'31"E）面积5.31 平方千米，位于法国奥弗涅-罗讷-阿尔卑斯大区伊泽尔省，该省份为法国东南部内陆省份，北起顺时针与安省、萨瓦省、上阿尔卑斯省、德龙省、阿尔代什省、卢瓦尔省和罗讷省。
与蒙圣马丹接壤的市镇（或旧市镇、城区）包括：沃雷普、丰塔尼勒-科尔尼永、普罗韦雪、拉叙尔昂沙特勒斯。
蒙圣马丹的时区为UTC+01:00、UTC+02:00（夏令时）。

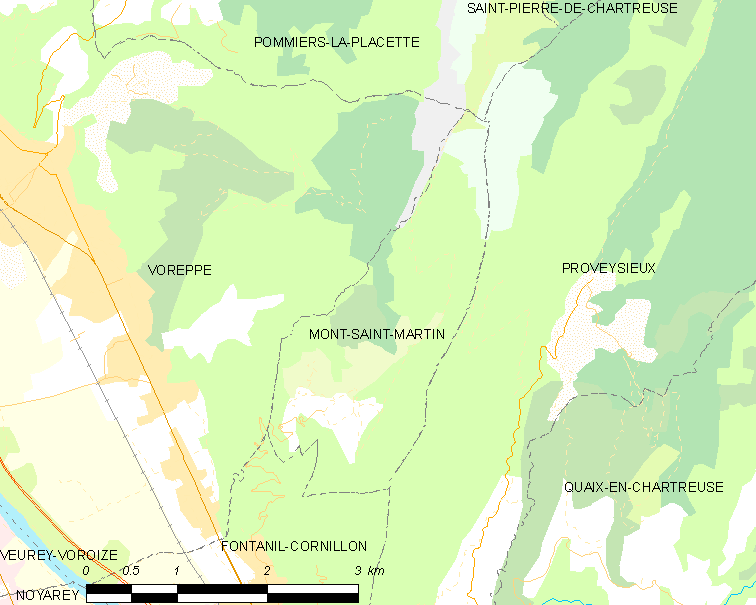
蒙圣马丹的OSM定位图

## 行政
蒙圣马丹的邮政编码为38120，INSEE市镇编码为38258。

## 政治
蒙圣马丹所属的省级选区为格勒诺布尔第二县。

## 人口

1962-2008年间蒙圣马丹人口变化图示

蒙圣马丹于2022年1月1日时的人口数量为93人。